# اتحاد وكالات الأنباء العربية
اتحاد وكالات الأنباء العربية وتعرف اختصارًا فانا (FANA) هو اتحاد وكالات الأنباء العربية ووكالات الأنباء الوطنية لحوالي 19 بلداً عربياً، ويهدف إلى توثيق الصلات المهنية بين تلك الوكالات وتأمين أوسع المجالات لتوزيع الانباء داخل البلاد العربية وإيصال الأخبار العربية إلى الخارج.
يسعى الاتحاد إلى رفع مستوى الوكالات الأعضاء بتقديم المشورة وتشجيع تبادل الخبرات، وعقد الاجتماعات الدورية لمدراء الوكالات بالإضافة للاجتماعات المتخصصة ويعمل على تطوير التعاون الإعلامي والفني بين الوكالات الأعضاء فيه ووكالات الانباء الوطنية في أنحاء العالم.

## تأسيس الاتحاد
جرت المحاولات لتأسيس الاتحاد عام 1964 وعقد مؤتمره الأول عام 1965 في عمان بالمملكة الأردنية الهاشمية إلا أن الفكرة بقيت دون اية خطوات فعلية للتنفيذ حتى كانون الثاني 1974 عندما دعت جامعة الدول العربية إلى عقد اجتماع في مقرها بالقاهرة لمديري الوكالات العربية لإعادة بحث إنشاء الاتحاد. هنا تمّ الاتفاق على عقد المؤتمر الثاني ببغداد في نيسان (أبريل) عام 1974 وفيه اتخذت القرارات لبدء العمل الفعلي ثم في نفس العام في تشرين الثاني (نوفمبر) 1974 عقد في بيروت المؤتمر الثالث وفيه انتخبت أول هيئة أمانة عامة وأمين عام للاتحاد وبدأ العمل في المقر ببيروت في بداية عام 1975.
كانت الوكالات المؤسسة للاتحاد تلك التي كانت قائمة في ذلك العام وهي الأردنية، التونسية، الجزائرية، السعودية، السورية، العراقية، الفلسطينية، اللبنانية، الليبية، المغربية، اليمنية.

## أعضاء الاتحاد
يضم الاتحاد في عضويته حاليًا الوكالات التالية:
| الوكالة                         | اختصار | الوكالة                          | اختصار |
| ------------------------------- | ------ | -------------------------------- | ------ |
| وكالة الأنباء الأردنية          | بترا   | الوكالة الوطنية للإعلام في لبنان | ننا    |
| وكالة أنباء الإمارات            | وام    | وكالة الأنباء الليبية            | أوج    |
| وكالة تونس إفريقيا للأنباء      | وات    | وكالة المغرب العربي للأنباء      | ماب    |
| وكالة الأنباء الجزائرية         | واج    | الوكالة الموريتانية للأنباء      | وما    |
| وكالة الأنباء السعودية          | واس    | وكالة الأنباء اليمنية            | سبأ    |
| الوكالة العربية السورية للأنباء | سانا   | وكالة أنباء الشرق الأوسط المصرية | أشأ    |
| وكالة الأنباء العراقية          | واع    | وكالة السودان للأنباء            | سونا   |
| وكالة الأنباء الفلسطينية        | وفا    | وكالة الأنباء العمانية           | أونا   |
| وكالة الأنباء القطرية           | قنا    | وكالة أنباء البحرين              | بنا    |
| وكالة الأنباء الكويتية          | كونا   |                                  |        |

## إدارة الاتحاد
للاتحاد هيئة عليا تدعى الجمعية العمومية وتعقد اجتماعاتها مرة في كل عام (في شهر تشرين الثاني – نوفمبر عادة) بحضور المديرين العامين للوكالات الأعضاء. اما هيئة الأمانة العامة فتجتمع مرتين في العام لبحث نشاطات الاتحاد وتتكون من سبعة أعضاء ينتخبون في اجتماع الجمعية العمومية لمدة سنتين فيما ينتخب الأمين العام لفترة خمس سنوات ويكون من ذوي الخبرة والاختصاص في مجالات وكالات الأنباء وصحافتها.
حقق الاتحاد وحدة كلمة الوكالات العربية في القضايا المهنية وساهمت مؤتمراته السنوية والاجتماعات المتخصصة بتطوير التعاون بين تلك الوكالات ومساعدة الوكالات العربية الناشئة بتقديم الدعم المادي والفني والخبرة لها وكذلك تبادل الخبرات والزيارات بين العاملين في الوكالات الأعضاء.